# Naël Élysée
Naël Wellofky Élysée  (Bassin Bleu, 28 de mayo de 2001) es un futbolista haitiano que se desempeña como delantero y su equipo actual es el Santos de Guápiles de la Primera División de Costa Rica.

## Clubes
| Club                 | País       | Año                |
| -------------------- | ---------- | ------------------ |
| Don Bosco FC         | Haití      | 2018-2019          |
| Club Sport Herediano | Costa Rica | 2020               |
| Municipal Grecia     | Costa Rica | 2020-21            |
| Santos de Guápiles   | Costa Rica | 2021 - Actualmente |